# Uesugi Norizane

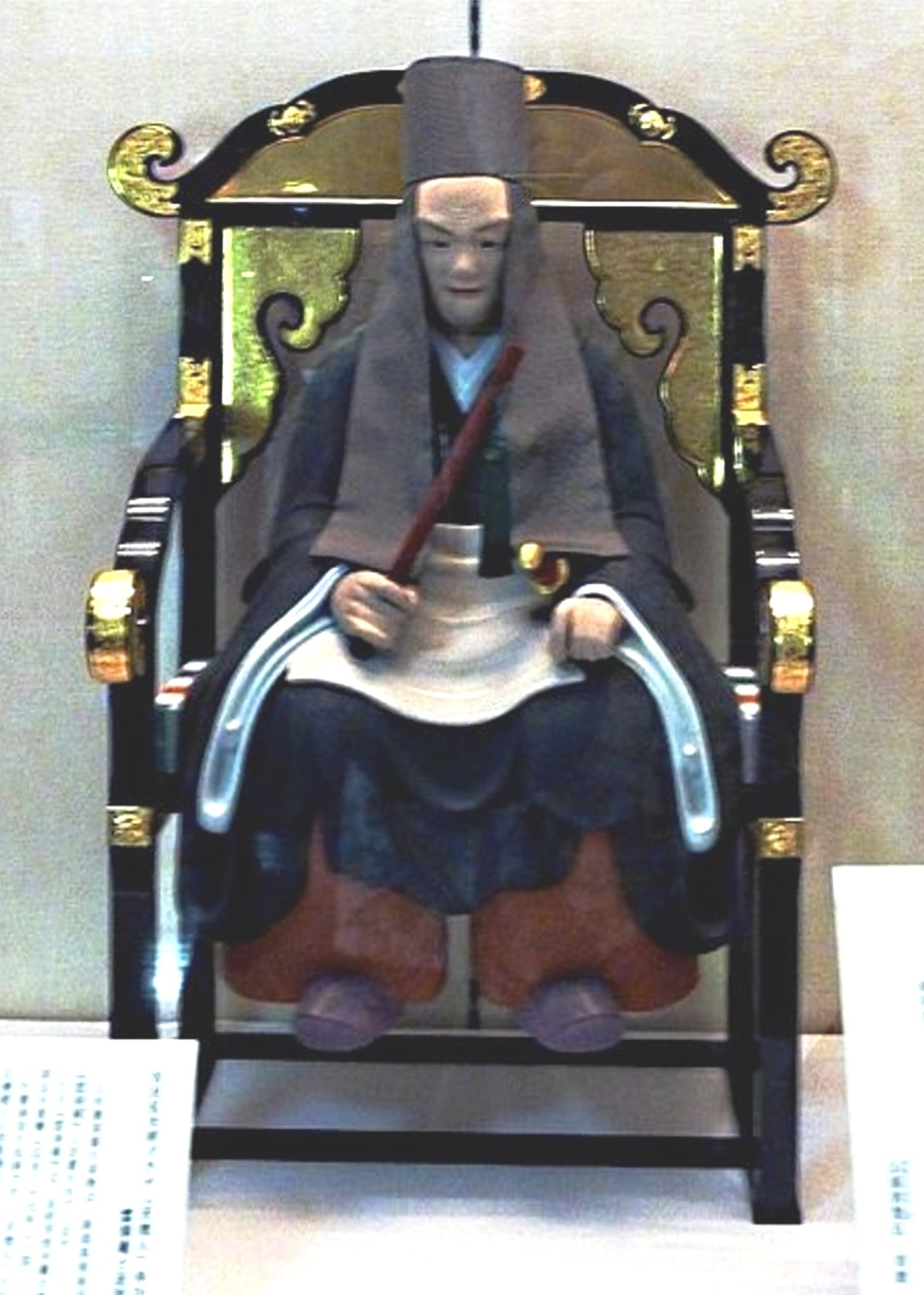
Uesugi Norizane

Uesugi Norizane (japanisch 上杉 憲実; geboren 1410? in der Provinz Echigo; gestorben 22. März 1466 in Nagato, Provinz Suō) war ein japanischer Militärführer in der Muromachi-Zeit. 

## Leben und Wirken
Uesugi Norizane war der dritte Sohn von Uesugi Fusamasa (上杉 房方; 1367–1421). Er wurde von Yamauchi Uesugi Norimoto (山内 上杉 憲基; 1392–1418) adoptiert und wurde nach dessen frühem Tod im Alter von nicht einmal 10 Jahren 1419 Gouverneur von Kantō (関東管領, Kantō Kanrei) und Gouverneur der Provinz Echigo. Zu dieser Zeit bekräftigte der Generalgouverneur von Kamakura (鎌倉公方 Kamakura Kubō) Ashikaga Mochiuji seine Unabhängigkeit vom Muromachi-Bakufu und trieb die Beseitigung von Oppositionsgruppen in der Kantō-Region voran. Norizane folgte ihm, nahm aber Kontakt mit dem Bakufu auf und spielte eine Rolle bei der Kontrolle von Mochiujis Absichten. Als Ashikaga Yoshinori 1439 Shogun wurde, verstärkte sich Mochiujis Widerstand gegen das Bakufu.
Uesugi versuchte zu vermitteln, verlor aber Mochiujis Vertrauen und floh in dem Jahr in die Provinz Kōzuke, um Mochiujis Angriff zu entgehen. Mochiuji sandte Truppen, ihn zu verfolgen, die aber von den Truppen des Bakufu abgefangen wurden. Mochiuji wurde gefangen und musste 1439 Suizid begehen, obwohl Norizane sich für ihn einsetzte. Der Vorfall ist als „Eikyū-Rebellion“ (永享の乱) in die Geschichte eingegangen.
Norizane wurde Mönch und zog sich aus Reue in die Provinz Izu zurück, weil er seinen Meister in den Tod getrieben hatte. Im selben Jahr, als es zur „Schlacht von Yūki“ (結城合戦, Yūki kassen) kam, kehrte er vorübergehend in sein Amt zurück und rückte bis zum Lager Koyama in der Provinz Shimotsuke vor.  Er zog sich dann aber wieder zurück, verweigerte den Befehl des Shogunats und ging erneut nach Izu, dann in die Provinz Suō. Er starb im Tempel Tainei−ji (大寧寺) in Nagato.
Obwohl Uesugi das volle Vertrauen des Shogunats hatte und den Samurai der Kantō-Region vertraute, weigerte er sich, im Zentrum der Politik in der Kantō-Region zu stehen, und entschied sich für ein Leben auf Wanderschaft. Er war sehr versiert in Konfuzianismus und der Wahrsagerei und ist bekannt dafür, mit Priester Kaigen (快元; ?–1496) vom Tempel Engaku-ji in Kamakura befreundet gewesen zu sein und die Ashikaga-Schule in der Provinz Shimotsuke wieder belebt zu haben.